# Tomáš Ulman
Tomáš Ulman (narozen 30. října 1970) je bývalý český hokejista, který hrál nejvyšší soutěž za Jindřichův Hradec.

## Kariéra
Ulman začal kariéru za muže v týmu VTJ Klatovy. Jeho trenér byl v této době, bývalý trenér české reprezentace do 21 let, Miroslav Přerost. Další jeho štací byly HC České Budějovice, které po roce opustil a stal se důležitou součásti týmu Jindřichova Hradce. S tímto týmem se dostal z druhé nejvyšší soutěže (2. liga) až do nejvyšší soutěže (extraliga ledního hokeje). Jeho kariéra pokračovala. Uchýlil se do týmu HC Tábor. Po jedné sezóně se vrátil do svého mateřského klubu, kde vyrůstal, HC Český Krumlov. V této době začal trénovat a hrál za "A" tým. Celkově zde strávil 4 roky. Poslední klub, za který si zahrál ve své kariéře byl HC Jindřichův Hradec.
V současné době[kdy?] Tomáš Ulman působí jako asistent trenéra u dorosteneckého týmu HC Spartak Pelhřimov. Jeho hlavní trenérem je Petr Klíma.

## Bodování
| Sezona  | Klub                  | Soutěž  | Základní část | Základní část | Základní část | Základní část | Základní část | Play off | Play off | Play off | Play off | Play off |
| Sezona  | Klub                  | Soutěž  | Z             | G             | A             | B             | TM            | Z        | G        | A        | B        | TM       |
| ------- | --------------------- | ------- | ------------- | ------------- | ------------- | ------------- | ------------- | -------- | -------- | -------- | -------- | -------- |
| 2003/04 | KLH Jindřichův Hradec | 2. liga | 34            | 8             | 8             | 16            | 22            | 8        | 4        | 2        | 6        | 4        |
| 2004/05 | KLH Jindřichův Hradec | 2. liga | 32            | 6             | 8             | 14            | 24            | 12       | 1        | 5        | 6        | 10       |
| 2005/06 | KLH Jindřichův Hradec | 1. liga | 20            | 2             | 1             | 3             | 16            | -        | -        | -        | -        | -        |
| 2005/06 | HC Milevsko           | 2. liga | 11            | 3             | 2             | 5             | 27            | 4        | 1        | 0        | 1        | 0        |
| 2006/07 | HC Milevsko           | 2. liga | 37            | 1             | 5             | 6             | 30            | 5        | 0        | 0        | 0        | 2        |
| 2007/08 | HC Milevsko           | 2. liga | 31            | 3             | 7             | 10            | 40            | 8        | 1        | 2        | 3        | 14       |
| 2011/12 | HC Český Krumlov      | 3. liga | 21            | 6             | 15            | 21            | 64            | -        | -        | -        | -        | -        |